# Свети Илия (Урвич)
Вижте пояснителната страница за други значения на Свети Илия.
„Свети Илия“ е късносредновековна църква, разположена във вътрешната част на твърдината Кокалянски Урвич край София. Намира се в Панчаревският пролом на река Искър на няколко километра след Панчарево, в централната част на хребета „Средобърдие“ от страната на Лозенската планина.
Разрушена напълно от турците при превземането на крепостта в края на XIV век, но въпреки това остава в паметта на местното население и мястото продължава да изпълнява религиозните си функции поне до края на XVII век, като част от манастирски комплекс.
Археологическите проучвания в района на крепостта датират от 1965 г. При разкопки през 1969 и 1979 г. с научен ръководител проф. д-р Димитър Овчаров се установява че по своята форма и градеж храмът се отнася към времето на Второто българско царство. Археолозите са успели да сглобят два от библейските сюжети в крепостната църква. Стенописите са в стил Палеологов ренесанс и датират от първата половина на ХIV в. Уникален стенопис на малкия Христос сред книжниците в Соломоновия храм, както и възстановената част от фреската, изобразяваща Дева Мария и Елисавета след Благовещението са сред другите забележимите находки.
Според проф. Николай Овчаров, откритието е сравнимо единствено с подобно изображение на Исус от Боянската църква. В процес на възстановяване са и сцената с бягството в Египет, както и на ликовете на Св. св. Константин и Елена. Уникалните стенописи са открити в натрошен вид и са реставрирани парче по парче в продължение на половин година.
При последните проучвания с научен ръководител доц. Бони Петрунова от Археологическия институт на БАН, започнали през 2008 и възобновени през 2011 г. със средства по програма „Култура“ на Столична община в притвора на черквата бяха открити нови артефакти, даващи непозната светлина върху българската история и по-специално за значението на Урвич, не само като чисто отбранителна крепост, но и като малък средновековен град.